# Canton de Florange
Le canton de Florange est une ancienne division administrative française qui était située dans le département de la Moselle et la région Lorraine.

## Géographie
Ce canton était organisé autour de Florange et était situé dans l'arrondissement de Thionville-Ouest jusqu'au 31 décembre 2014. Son altitude varie de 150 m (Uckange) à 232 m (Florange) pour une altitude moyenne de 166 m.

## Histoire
Le décret du 25.01.1982 a divisé le canton de Florange, créant le Canton de Fameck.

## Représentation
| Période | Période | Identité          | Étiquette | Qualité |
| ------- | ------- | ----------------- | --------- | --- |
| 1967    | 1976    | Léon Arnould      | RI        | Ingénieur Député (1968-1973) Maire de Florange (1965-1989)                                                                           |
| 1976    | 1988    | Jean Frentzel     | PS        | Directeur d'école Maire d'Uckange (1977-1989)                                                                                        |
| 1988    | 2008    | Michel Paradeis   | PS        | Instituteur Maire d'Uckange (1989-2003) Président de Communauté Député-suppléant de Michel Liebgott                                  |
| 2008    | 2015    | Philippe Tarillon | PS        | Administrateur civil Maire de Florange de 2001 à 2014 Président de la Communauté d'Agglomération du Val de Fensch jusqu'en mars 2014 |

## Composition
Le canton de Florange groupe 2 communes et compte 18 160 habitants (recensement de 1999 sans doubles comptes).
| Communes | Population (2012) | Code postal | Code Insee |
| -------- | ----------------- | ----------- | ---------- |
| Florange | 11 472            | 57190       | 57221      |
| Uckange  | 6 688             | 57270       | 57683      |

## Démographie
| 1962   | 1968   | 1975   | 1982   | 1990   | 1999   | 2011   |
| ------ | ------ | ------ | ------ | ------ | ------ | ------ |
| 18 477 | 22 869 | 24 006 | 21 290 | 20 493 | 18 683 | 18 160 |